# Condado de Chicot
El condado de Chicot (en inglés: Chicot County) fundado en 1823 es un condado del estado estadounidense de Arkansas. En el 2000 tenía una población de 14 117 habitantes con una densidad poblacional de 8.46 personas por km². La sede del condado es Lake Village.

## Geografía
Según la Oficina del Censo, el condado tiene un área total de 1790 km² (691,1 mi²), de la cual 1668 km² (644 mi²) es tierra y 122 km² (47,1 mi²) es agua.

### Condados adyacentes
- Condado de Desha (norte)
- Condado de Washington, Misisipi  (este)
- Condado de Issaquena, Misisipi  (suroeste)
- Parroquia de East Carroll, Luisiana  (sur)
- Parroquia de West Carroll, Luisiana  (sureste)
- Condado de Ashley  (oeste)
- Condado de Drew   (noreste)

### Ciudades y pueblos
- Dermott
- Eudora
- Lake Village

## Principales carreteras
- U.S. Highway 65
- U.S. Highway 82
- U.S. Highway 165
- U.S. Highway 278
- Carretera 8
- Carretera 35
- Carretera 159